# Jana Štěpánková
Jana Štěpánková (6. září 1934 Žilina – 18. prosince 2018 Praha) byla česká herečka, dcera herce Zdeňka Štěpánka a herečky Eleny Hálkové, po matce též pravnučka českého básníka Vítězslava Hálka a sestra novinářky Kateřiny Nešlehové, po otci též sestra herců Petra Štěpánka a Martina Štěpánka.

## Život
Jana Štěpánková začínala jako epizodní ochotnice po boku svého otce. Po studiích na DAMU odstartovala její profesionální herecká dráha v pardubickém Východočeském divadle, kde působila celkem šest let. V roce 1959 se stalo jejím domovským divadlem pražské libeňské Divadlo S. K. Neumanna, kde působila až do roku 1972. Od roku 1972 až do roku 2000 byla členkou souboru Divadla na Vinohradech. V roce 2000 také hostovala v Městském divadle v Mladé Boleslavi. Již na počátku své herecké kariéry se seznámila se svým budoucím manželem, režisérem Jaroslavem Dudkem. Po jeho smrti dne 31. srpna 2000 jí nebyla prodloužena smlouva s Divadlem na Vinohradech a působila hlavně v televizi a filmu. Od roku 2008 účinkovala několik let pohostinsky v Divadle Na Jezerce ve hře Paní plukovníková. V roce 2018 hrála v divadle Ungelt ve hrách „Na útěku“ a „Pardál“. Kromě výše zmíněné tvorby působila mnoho let v rozhlase a dabingu, za což byla oceněna Cenou Františka Filipovského (2000, 2011). Je autorkou kuchařky o cuketách Tak tady jsou ty slíbené recepty na cukety, paní Ehmová.
Po těžkém zápalu plic a následné plicní embolii zemřela 18. prosince 2018 ve věku 84 let, rodinné rozloučení proběhlo 21. prosince.

## Divadelní role (výběr)

### Východočeské divadlo Pardubice
- Jean Anouilh: Skřivánek (L'Alouette)

### Divadlo S. K. Neumanna
Nynější Divadlo pod Palmovkou
- Karel Čapek: Věc Makropulos
- Friedrich Schiller: Marie Stuartovna
- Nikolaj Fjodorovič Pogodin: Aristokrati
- Neil Simon: Bosé nohy v parku

### Městské divadlo Mladá Boleslav
- Jean Giraudoux: Bláznivá ze Chaillot

### Divadlo Na Jezerce
- Bengt Ahlfors: Paní Plukovníková

### Divadlo na Vinohradech
- Robert Bolt: Ať žije královna!
- John James Osborne: Komik
- Sofoklés: Král Oidipus
- William Shakespeare: Hamlet
- William Shakespeare: Richard III.
- Alexandr Mitta, Valerij Frid, Julij Dunskij: Sviť, sviť, má hvězdo
- István Örkény: Kočičí hra
- Oldřich Daněk: Jak snadné je vládnout
- Pavel Kohout: Král Colas

### Divadlo Ungelt
- Pierre Palmade a Christophe Duthuron: Na útěku

## Filmografie

### Film
- 1952 Nástup
- 1954 Ještě svatba nebyla
- 1955 Psohlavci
- 1957 Bomba
- 1959 Zpívající pudřenka
- 1960 Všude žijí lidé
- 1960 105% alibi
- 1962 Tarzanova smrt
- 1962 Blbec z Xeenemünde
- 1964 Táto, sežeň štěně!
- 1967 Dům ztracených duší
- 1976 Paleta lásky
- 1987 Strašidla z vikýře
- 1993 Vikingové z Bronských vršků
- 2005 Anděl Páně
- 2006 Účastníci zájezdu
- 2006 Všechno nejlepší
- 2006 Nadměrné maličkosti: Učitelky s praxí
- 2006 Barvy života
- 2007 Opravdová láska
- 2012 Na útěku

- 2018 Doktor Martin: Záhada v Beskydech

### Televize
- 1958 Anna Karenina
- 1959 Zkouška pokračuje
- 1968 Dívka a smrt
- 1968 Červená kůlna
- 1969 Kaviár jen pro přátele – role: Zdena
- 1969 Mlčení mužů
- 1970 Alexandr Dumas starší
- 1971 Taková normální rodinka
- 1972 Lev je v ulicích
- 1975 Bakaláři
- 1976 Nezbedná pohádka
- 1977 Nemocnice na kraji města
- 1978 Vdovcovy intimní večery
- 1979 Rovnice o jedné krásné neznámé... (TV hra) – role: matka Havlíčková
- 1979 Plechová kavalerie (TV seriál)
- 1981 Poslední adresa neznámá
- 1981 Začalo to karafiátem
- 1982 Poslední vlak
- 1982 Malý pitaval z velkého města - 2. díl (Milenec)
- 1984 Konkurz na chlapa
- 1984 Bambinot
- 1984 Paragrafy na kolech - Smolař
- 1985 Synové a dcery Jakuba skláře
- 1985 Experiment Eva
- 1985 Slunečnice
- 1986 Přátelé
- 1986 Preceptor
- 1986 Manželství Mamerta Kalivody
- 1987 Viktor Veliký
- 1988 Motanice
- 1988 U nás doma
- 1989 Přátelská výpomoc
- 1989 Jmenuji se po tátovi
- 1989 Dva lidi v zoo
- 1991 Nálze
- 1993 Mistr Kampanus
- 1994 Poslední slovo
- 1995 Usmívej se, lásko má
- 1995 Anneta
- 1996 Na hraně
- 1997 Silvestr s dědou
- 1997 Ranč U Zelené sedmy
- 1998 Atentát na ministra financí
- 1998 Kdo ví, kdy začne svítat
- 1998 Dceruška růže
- 1999 Dámě kord nesluší
- 2002 Nemocnice na kraji města po dvaceti letech
- 2006 Náves
- 2006 Nadměrné maličkosti – Učitelky s praxí
- 2007 Nemocnice na kraji města – nové osudy
- 2008 Ďáblova lest
- 2008 Všechnopárty
- 2009 Divadlo žije
- 2010 Cukrárna
- 2011 Rodinka
- 2011 Na plovárně
- 2011 Sama doma
- 2012 Život je ples
- 2012 Před půlnocí
- 2013 První republika
- 2015 Doktor Martin

### Rozhlas
- 1991 – Lenka Procházková: Čtyři ženy Alexandra Makedonského. Role: Stateira, žena perského krále Dareia. Režie: Ivan Chrz

## Dabing
- Rosa a Dara a jejich prázdninová dobrodružství (babička)

## Ocenění
- Zlatá plaketa prezidenta republiky Václava Klause za mimořádný umělecký přínos k českému kulturnímu životu během předchozích padesáti let (3. září 2009)[3]
- 2014 TýTý – Dvorana slávy